# Lijst van burgemeesters van Vorden
Dit is een lijst van burgemeesters van de voormalige Nederlandse gemeente Vorden (tot 1 januari 2005).
Op 1 januari 2005 werd Vorden samengevoegd met de buurgemeenten Hummelo en Keppel, Steenderen, Hengelo en Zelhem tot de gemeente Bronckhorst.
| Ambtsperiode     | Naam burgemeester                                 | Partij of stroming | Bijzonderheden                                                            |
| ---------------- | ------------------------------------------------- | ------------------ | ------------------------------------------------------------------------- |
| 1803/1825 - 1846 | Jan Hendrik Gallée                                |                    | richter, maire, schout en burgemeester                                    |
| 1846 - 1853      | Jhr. Constantijn Arnoud Ernest Adrien van Panhuys |                    |                                                                           |
| 1853 - 1893      | Johannes Hermanus Gallée                          |                    |                                                                           |
| 1893 - 1918      | Pieter Gerrit Gallée                              |                    |                                                                           |
| 1918 - 1946      | Willem Cornelis Arriëns                           |                    | tijdens de Tweede Wereldoorlog vervangen door een burgemeester van de NSB |
| 1943 - 1945      | ir. Jacobus Lameris                               | NSB                |                                                                           |
| 1947 - 1974      | Anton Eduard van Arkel                            |                    |                                                                           |
| 1974 - 1988      | Maarten Vunderink                                 | VVD                | werd aansluitend burgemeester van Borne                                   |
| 1988 - 2005      | Eric Johan Carl Kamerling                         | VVD                | was burgemeester van Warffum                                              |